# Villalba del Alcor
Villalba del Alcor – gmina w Hiszpanii, w prowincji Huelva, w Andaluzji, o powierzchni 62,42 km². W 2011 roku gmina liczyła 3444 mieszkańców.